# Torvald Lönnefalk
Nils Torvald Emanuel Lönnefalk, född 28 september 1912 i Bergkvara, Kalmar län, död 23 mars 1984, var en svensk chefredaktör.

## Biografi
Lönnefalk var son till sjökaptenen Karl Jaensson och Frida Nilsson. Han var medarbetare på tidningen Barometern 1937 och redaktör på Ung Höger 1943. Lönnefalk var chefredaktör för Enköpings-Posten 1947–1961 och Gotlands Allehanda 1962–1973.
Lönnefalk gifte sig 1942 med Ingrid Leinar (1919–1986), adoptivdotter till postassistent John Leinar och Elsa Eriksson. Han var far till Birgitta (född 1943) och Håkan (1944–1965). Lönnefalk avled 1984 och gravsattes på Östra kyrkogården i Visby.